# Obszar współistnienia

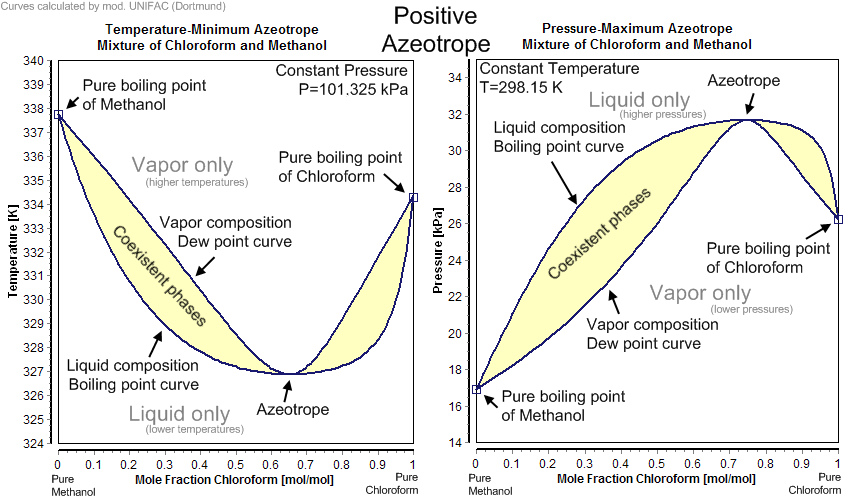
Obszary współistnienia faz znajdują się między liniami określającymi skład pary i cieczy, które są w równowadze w określonej temperaturze

Obszar współistnienia – zestaw współrzędnych (fazowych) na wykresie fazowym, dla których współistnieją jakieś konkretne fazy (2 lub więcej). Współrzędnymi na wykresie fazowym są tzw. wielkości intensywne, jak ciśnienie, temperatura, stężenie.
Miejsca współistnienia faz na wykresach fazowych (przykłady):
- punkt poczwórny – współistnieją 4 fazy,
- punkt potrójny – współistnieją 3 fazy,
- linia równowagi – współistnieją 2 fazy.

Dwie fazy współistnieją również we wszystkich punktach obszarów między krzywymi na wykresach równowagi ciecz–para, ciecz–ciecz lub ciecz–ciało stałe w układach dwuskładnikowych lub trójskładnikowych. Punkty określające skład współistniejących faz leżą na granicach obszarów współistnienia. W przypadku izobar (p = const) dla układów dwuskładnikowych punkty te wyznaczają izotermy, przechodzące przez poszczególne wewnętrzne punkty obszaru (opisujące skład układu dwufazowego). Ilości obu współistniejących faz określa „reguła dźwigni”.